# Frank Gill
Frank Bennington Gill (Nova Iorque, 2 de outubro de 1941) é um ornitólogo estadunidense especializado em diversas variedades de aves dentro dos âmbitos nacional e internacional, também conhecido pelas suas contribuições na observação de aves. Sua área de atividade abrange desde as aves mais primitivas, como os estrutioniformes, seguindo às famílias mais recentes, como os passeriformes e os apodiformes. Em sua carreira, publicou diversos livros e artigos científicos relacionados à ornitologia e, atualmente, é um dos editores da lista de aves do Comitê de Ornitólogos Internacional.

## Primeiros anos e educação
Frank Bennington Gill nasceu em 2 de outubro de 1941, na metrópole de Nova Iorque, na capital do estado homônimo, ao nordeste dos Estados Unidos. Desde a infância, entretanto, foi criado em Teaneck, estado de Nova Jérsei. Devido ao seu trabalho científico na Academia de Ciências Naturais se mudou, definitivamente, para a Filadélfia, na Pensilvânia.
Seu interesse por aves, sobretudo passeríneos, dá-se, principalmente, por influência do avô materno, Frank Rockingham Downing. No início da década de 1950, quando o mesmo tinha sete anos de idade, este lhe apresentara um tico-tico-musical, que se limpava em uma fonte para pássaros: era a primeira vez que ele observaria uma ave através de um binóculo.
Em 1969, ele receberia sua graduação em zoologia pela Universidade de Michigan, onde estudou também durante a sua época de faculdade. Ele, originalmente, porém, não pretendia ser um ornitólogo, mas um guarda florestal ou algo que lhe permitisse estar ao ar livre. Com isso, conheceu um pequeno grupo de observadores de aves no Museu de Zoologia da Universidade de Michigan.
Antes de ingressar na Academia de Ciências Naturais da Filadélfia, em 1969, Gill trabalhava em sua tese de campo, abrangendo sobre os olhos-brancos-de-reunião. Ao mesmo tempo, Frank contribuía para o Instituto Smithsonian, onde pesquisava sobre as aves marinhas do Oceano Índico.

## Carreira como ornitólogo e principais trabalhos
Entre 1969, logo após sua graduação, e 1994, foi um funcionário integral dentro da Academia de Ciências Naturais e, ao longo de seu mandato, ocupou muitos cargos, incluindo como presidente do Departamento de Ornitologia e vice-presidente de sistemática e de biologia evolutiva. Durante seu tempo na academia, Gill foi fundamental para restabelecer a posição da academia como um dos mais importantes centros de pesquisa ornitológica americana. Isso se deu pelo trabalho de Gill como diretor fundador do programa VIREO (Visual Resources for Ornithology) e, também, como editor da série enciclopédica Birds of North America, Life Histories for the 21st Century. Em 1988, foi premiado com a Medalha Eisenmann da Linnaean Society of New York. Desde 1996, está filiado como pesquisador da academia. 
Mais recentemente, Gill foi presidente da American Ornithologists' Union de 1998 a 2000. Além de seu aclamado livro Ornithology, os trabalhos publicados de Gill incluem mais de 150 artigos científicos e populares. Seus programas de pesquisa em todo o mundo incluíam estudos de campo de pássaros insulares, hibridização de toutinegras-de-asas-azuis e douradas, estratégias de alimentação de flores de nectaríinideos da África e de beija-flores eremitas da América Central e filogenia através do DNA dos chapins do mundo. Por suas contribuições para a ornitologia, em 1998, Gill foi reconhecido com o Prêmio William Brewster, a mais alta honraria concedida pela AOU. Além disso, Gill é membro eleito do Congresso Ornitológico Internacional, bem como co-autor do Birds of the World: Recommended English Names (2006). Desde 1994, ele liderou o esforço internacional para usar um conjunto consistente de nomes ingleses únicos e taxonomia de espécies autorizada das aves do mundo.
Suas contribuições incluem liderança de programa inovadora combinada com um compromisso pessoal de envolver o público na ornitologia por meio da ciência cidadã. Ele foi pioneiro no “cyberbirding” – o uso da internet para iniciativas de ciência cidadã – incluindo a conversão do clássico Christmas Bird Count em tecnologia moderna. Frank e seus colegas do Cornell Lab of Ornithology também foram premiados com a Patente dos Estados Unidos no. 6.772.142 por seu aplicativo de software de internet para traduzir dados de georreferenciamento online para um banco de dados interativo. Com essas ferramentas, ele e seus colegas criaram o Great Backyard Bird Count e, em seguida, a iniciativa eBird de Audubon e o Cornell Lab of Ornithology.
Em 1996, tornou-se vice-presidente sênior e diretor de ciência da National Audubon Society, cargo do qual se aposentou em 2004. Na Audubon, ele defendeu a iniciativa nacional de Áreas Importantes para Aves em parceria com a BirdLife International. Em 2007, foi eleito para o conselho de administração da National Audubon Society e atuou como presidente interino e diretor executivo (2010). Ele foi citado em várias reportagens sobre pássaros.